# Chris Dorst
Christopher Dorst, detto Chris (5 giugno 1956), è un ex pallanuotista statunitense, vincitore di una medaglia d'argento alle olimpiadi di Los Angeles 1984.